# Nétéboutou
Nétéboutou és una població del Senegal, que fou capital del país del Ouli. Està situada a l'est de Maka.
A finals de 1887 Mahmadou Lamine, després d'aixecar a les poblacions del Niani va atacar sobtadament Nétéboutou, capital del Ouli, la va saquejar i cremar i va matar el seu rei Malamine, un dels reis que recentment s'havia posat sota protectorat de França; els habitants foren agafats presoners. Tot seguit va ocupar Macadiacounda, una altra població forta del Ouli, no gaire llunyana; el capità Fortin va enviar reforços manats pel rei de Bundu, Usman Gassi, que va derrotar el marabut i el va rebutjar cap a Toubakouta recuperant Nétéboutou.